# اتو نوز
اتو جتمن (انگلیسی: Otto Jettman؛ زادهٔ ۶ مهٔ ۱۹۸۹) که بیشتر با نام هنری اتو نوز (به انگلیسی: Otto Knows) شناخته می‌شود، دی‌جی، تهیه‌کنندهٔ موسیقی و ریمیکسر سوئدی می‌باشد که در کشورهایی نظیر سوئد، بلژیک و هلند چندین ترانهٔ موفق داشته است. او با هنرمندانی مانند بریتنی اسپیرز، آویچی، سباستین اینگروسو، آلسو همکاری کرده و برای ای‌تی‌بی، ایمجن هیپ، لیندزی استرلینگ و برخی دیگر ریمیکس ساخته‌است.